# 扬·斯滕
扬·哈菲克松·斯滕（荷蘭語：Jan Havickszoon Steen，约1626年 – 1679年2月3日下葬）是17世纪（即荷兰黄金时代）荷兰风俗画油画家。他的作品以心理洞察力、幽默感以及丰富的色彩为特点。

## 生平
斯滕生于莱顿一个富裕的天主教家庭中，家中两代人以酿酒为生，并开有酒馆。像他著名的同时代者伦勃朗一样，斯滕上了莱顿的拉丁学校。他从尼古拉斯·克尼普費爾（1603-1660）那里接受了油画训练，后者是在乌得勒支的一位德国油画家，专画历史性和形象性场面。从斯滕作品的构图和颜色中可以发现克尼普费尔的影响。给予斯滕灵感的还有阿德里安·范·奥斯塔德（Adriaen van Ostade）和伊萨克·范·奥斯塔德（Isaac van Ostade），他们是农村风景油画家，住在哈勒姆。但斯滕是否师从过奥斯塔德已不可考。

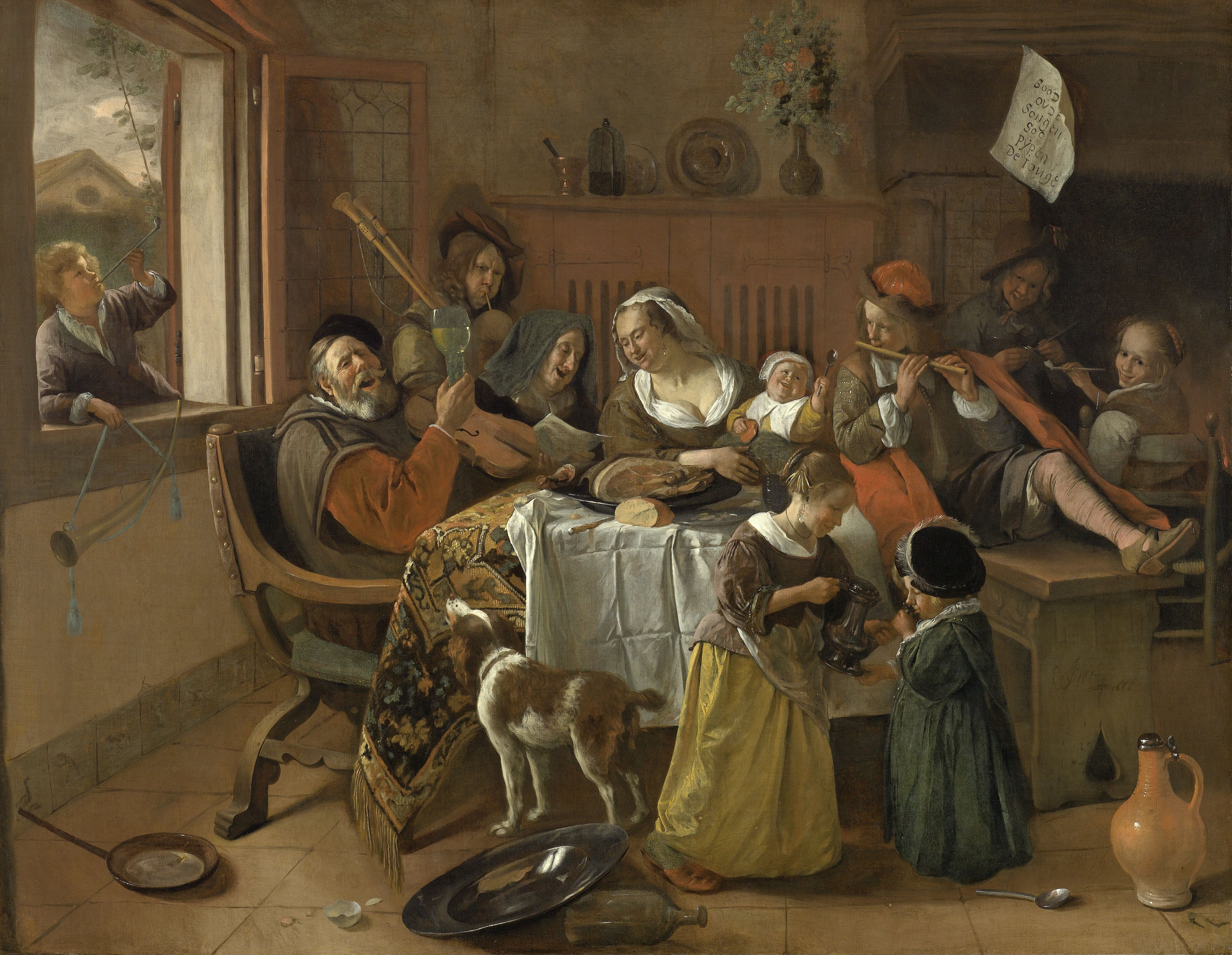
快乐的家庭（The merry family）

1648年，斯滕和加布里埃爾·梅曲在莱顿建立了圣路加公会。不久他成了著名风景画家扬·范霍延的助手并搬进了后者位于海牙Bierkade的家里。1649年10月3日，他与范霍延的女儿玛格丽特结婚，后来他们生了8个孩子。斯滕和岳父共事至1654年，那年他搬到了代尔夫特并办起了酿酒厂De Roscam（或称De Slang），但生意并不太成功。在1654年代尔夫特爆炸发生后，艺术市场衰落了，但斯滕画出了他著名的《代尔夫特市长及其女儿》（A Burgomaster of Delft and his daughter）。很难说这幅画是肖像画还是风俗画。

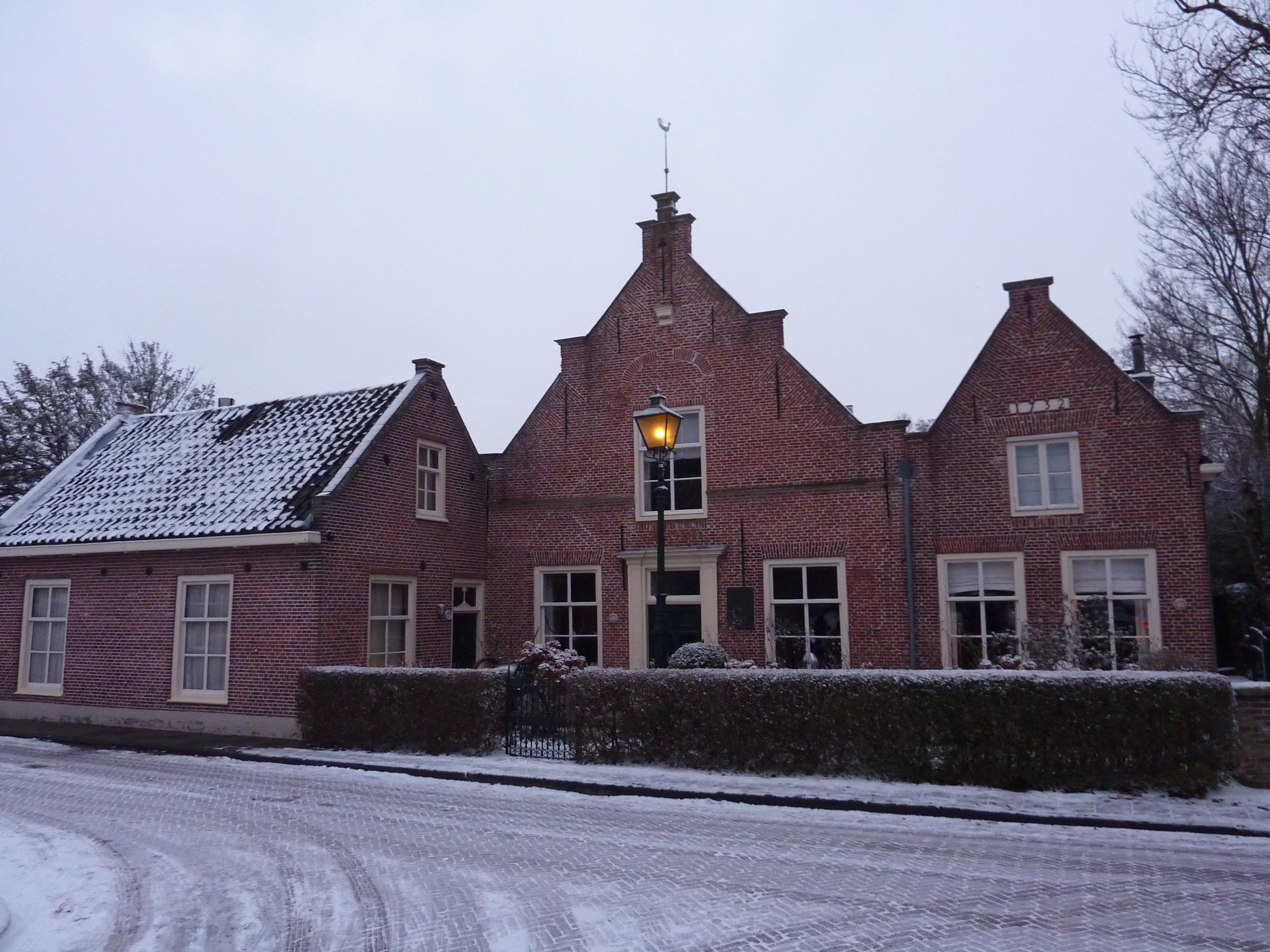
斯滕在瓦尔蒙德的故居

从1656年到1660年，斯滕住在莱顿以北的瓦尔蒙德（Warmond）。从1660年到1670年他住在哈勒姆。在这两个时期，他达到了创作上的高产期。1670年，在其妻子于1669年去世及其父亲于1670年去世后，他搬回莱顿并在此度过余生。当艺术市场1672年垮掉，即所谓“灾难年”之时，斯滕开了家酒馆。1673年4月，他和玛丽亚·范·埃格蒙（Maria van Egmont）結婚，后来他们生了一个孩子。
1674年，他成了圣路加公会的会长。弗兰斯·范·米里斯（Frans van Mieris）成了他的酒友之一。
1679年，扬·斯滕在莱顿去世，葬于彼得教堂的家族墓中。

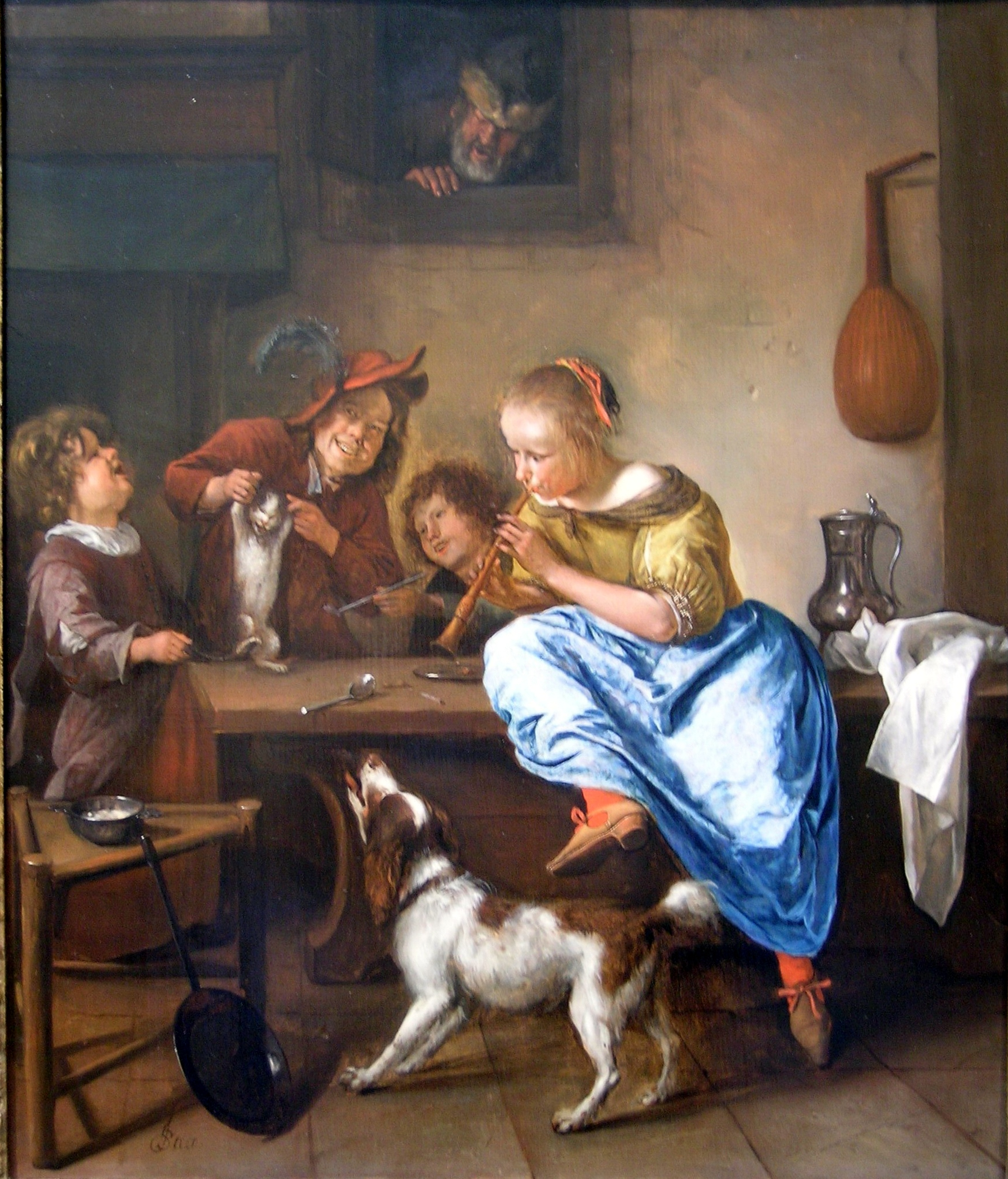
孩子们教小猫跳舞（Children teaching a cat to dance）

## 作品

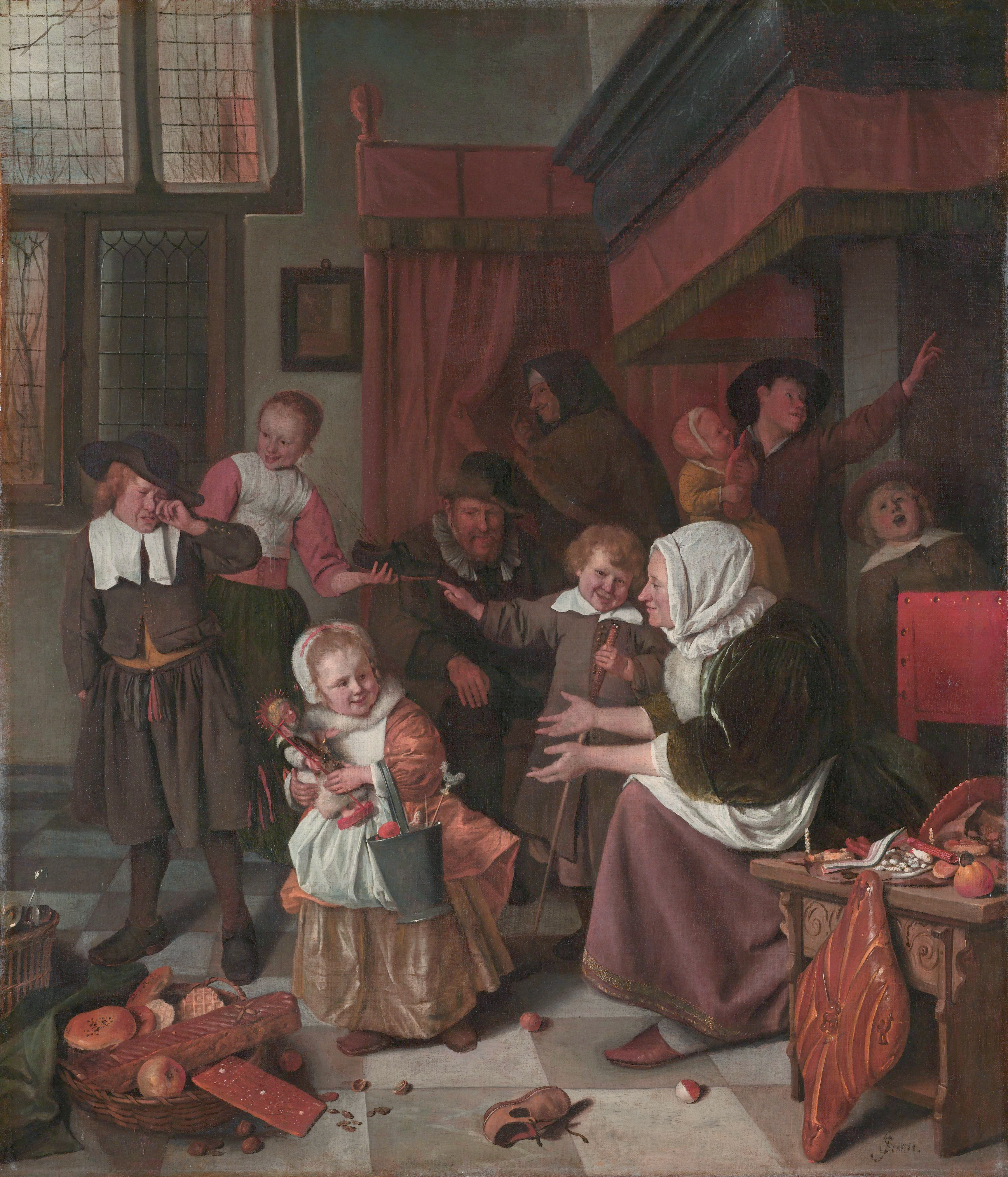
圣尼古拉斯节的盛宴（The Feast of Saint Nicholas）

日常生活是斯滕的主要绘画题材。他画的许多风俗场面，比如圣尼古拉斯节的盛宴，其活泼热烈已达到混乱和淫荡的地步。由此而来的荷兰语谚语een huishouden van Jan Steen即“一个扬·斯滕家庭”意为一个混乱的场景。他画中微妙的暗示看来表示斯滕旨在提醒观众，而并非请他仿效这种行为。斯滕的许多油画都和老的荷兰谚语或文学有关。他经常用他的家庭成员作模特，但他的自画像却很少，在自画像里他也丝毫不显虚荣。
他对创作其他题材也毫不羞涩。他画过历史性、神话性和宗教性场景、肖像、静物以及自然场景。他的儿童肖像画非常著名。他也因其对光线的熟练运用以及注意细节而著称，最引人注目的是画中的波斯地毯及其他织物。
他非常多产，创作了大约800幅油画，其中约350幅流传至今。他的作品被同时代人估价很高，所以他卖画赚了很多钱。他的学生不多，现在只知道有里夏德·布拉肯堡。但是他的画作给了无数画家以灵感。